# Vagit Alekperov

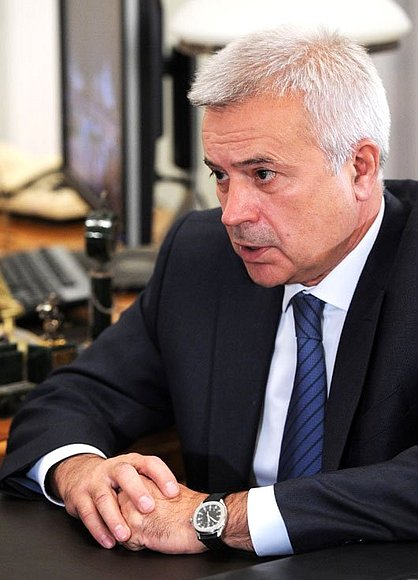
Vagit Alekperov (2013)

Vagit Joesoefovitsj Alekperov (Azerbeidzjaans: Vahid Yusuf oğlu Ələkbərov, Russisch: Вагит Юсуфович Алекперов) (Bakoe, 1 september 1950) is een Russisch ondernemer. Hij heeft een lange carrière in de oliesector en is grootaandeelhouder in de Russische olie- en gasonderneming LUKoil.
Begin 2022 werd zijn vermogen geschat op US$ 18,6 miljard, waarvan zijn aandelenbelang in LUKoil de grootste component uitmaakt.

## Jeugd
Alekperov werd geboren in het belangrijke oliegebied in Bakoe in Azerbeidzjan. Zijn vader werkte in de oliesector en stierf toen Vagit nog een kind was. Zijn vader was een Azerbeidzjaanse moslim en zijn moeder was Russisch-Orthodox. Alekperov is religieus, maar noemt zichzelf niet moslim of orthodox.

## Activiteiten
Hij was 18 jaar oud toen hij zijn eerste baan in de olie-industrie kreeg. In 1974 studeerde hij af aan het Olie- en Chemie-instituut van Azerbeidzjan. Als student werkte hij op boorplatforms van Kaspmorneft, een olieproductiebedrijf actief in en rond de Kaspische Zee. Na zijn afstuderen bleef hij daar werken en in 1979 was hij gepromoveerd van ingenieur naar plaatsvervangend hoofd van een productie-eenheid.
Alekperov verhuisde in 1979 naar West-Siberië. Tussen 1979 en 1985 werkte hij bij Surgutneftegaz, waar hij zijn reputatie als industrie-expert verdiende. Hij maakte snel carrière en in 1987 werd hij algemeen directeur van het nieuw opgerichte oliebedrijf Kogalymneftegaz.
Dankzij zijn ervaring werd hij in 1990 benoemd tot eerste viceminister van de Olie- en Gasindustrie van de Sovjet-Unie. Hij hield zich, onder andere, bezig met de oprichting van verticaal geïntegreerde energiebedrijven, zo bracht hij olieproductie, raffinage en verkoop onder in een bedrijf. Een van zijn projecten was de vorming van Langepas-Uray-Kogalymneft, of LUKoil, dat op 25 november 1991 werd opgericht als een staatsbedrijf. 
In 1993 viel het besluit het bedrijf te privatiseren en werd Alekperov bestuursvoorzitter. In 1994 kregen de aandelen een beursnotering. Zijn belangrijkste medeoprichter was Leonid Fedun. De twee werken nog steeds nauw samen en Fedum heeft ook een aandelenbelang van 10% in LUKoil. De twee kochten samen de Nederlandse scheepswerf van luxe jachten Heesen Yachts in april 2008. Alekperov is nog altijd de bestuursvoorzitter van LUKoil.
Hij heeft een goede relatie met de Russische president Poetin en heeft diverse onderscheidingen gekregen. Vanwege deze relatie staat Alekperov op de boycotlijst van Russische oligarchen. Hij wordt genoemd in het niet-geclassificeerde rapport van  Countering America’s Adversaries Through Sanctions Act (CAATSA) aan het Amerikaanse congres.
Sinds 2011 is hij commandeur in de Belgische Kroonorde.
Op 21 april 2022 trad hij af als bestuursvoorzitter van Lukoil. Een week eerder kwam hij op de Britse sanctielijst en werden zijn bezittingen in het land bevroren. Voor LUKoil was deze laatste stap een belemmering om internationaal zaken te doen.